# Schloss Windeck (Windeck)

Die Villa Schloss Windeck hoch über der Sieg

Das Schloss mit der Burgruine

Schloss Windeck war eine Villa auf der Burgruine Windeck. Sie wurde 1859 erbaut und brannte 1945 aus.
Preußen verkaufte die Burgruine Windeck 1852 an den königlich preußischen Landrat von Waldbröl, Oscar Danzier. Der besaß Interesse an historischen Bauwerken und deren Erhalt. Deshalb ließ er Aufräumarbeiten vornehmen und Wege und Treppen bauen. Das Ruinengelände wurde zu einer Parklandschaft umgestaltet. In den Jahren 1859/60 ließ Danzier auf der Süd-Ost-Spitze des Burgberges auf Fundamenten und Gewölben der alten Burg ein schiefergedecktes Burghaus errichten. Das so genannte „Schloss Windeck“ war in einem mittelalterlichen Baustil gehalten und wies deshalb hohe Treppengiebel auf. Im Jahre 1881 brannte das Burghaus aus, wurde aber in den folgenden Jahren wiederhergestellt.
Durch die Heirat von Danziers Tochter Arnoldine mit dem italienischen Bankier Andrea Caminneci aus Palermo kam Windeck an die Familie Caminneci, die das Gebäude in den Jahren 1899/1900 auf das Doppelte seiner bisherigen Größe in südwestlicher Richtung erweitern ließ. Nach dem Ausbau besaß das nunmehr viergeschossige Schloss vier Türme und war mit Tuffstein-Verzierungen im gotischen Stil geschmückt. Der umliegende Park war durch Rosen- und Steingärten erweitert und mit Springbrunnen, Steintischen sowie Steinbänken ausgestattet worden. Auch Kronprinz Wilhelm war hier öfter zu Gast.
Nach dem Tod Andrea Caminnecis im Jahre 1940 wurde Schloss Windeck möbliert vermietet. Sein Gewölbekeller diente während des Zweiten Weltkriegs aufgrund seiner starken Außenmauern der Bevölkerung Oberwindecks als Luftschutzraum. Durch einen Beschuss amerikanischer Artillerie Ostern 1945 wurde die Schlossanlage in Brand gesetzt. Im Zuge der bis Ende der 1960er Jahre währenden Aufräumarbeiten wurden die Reste von Schloss Windeck vollständig abgerissen, weil die alte Burgruine als geschichtlich wertvoller und erhaltenswerter galt.
Koordinaten: 50° 48′ 49,5″ N, 7° 34′ 44″ O